# Spacelab

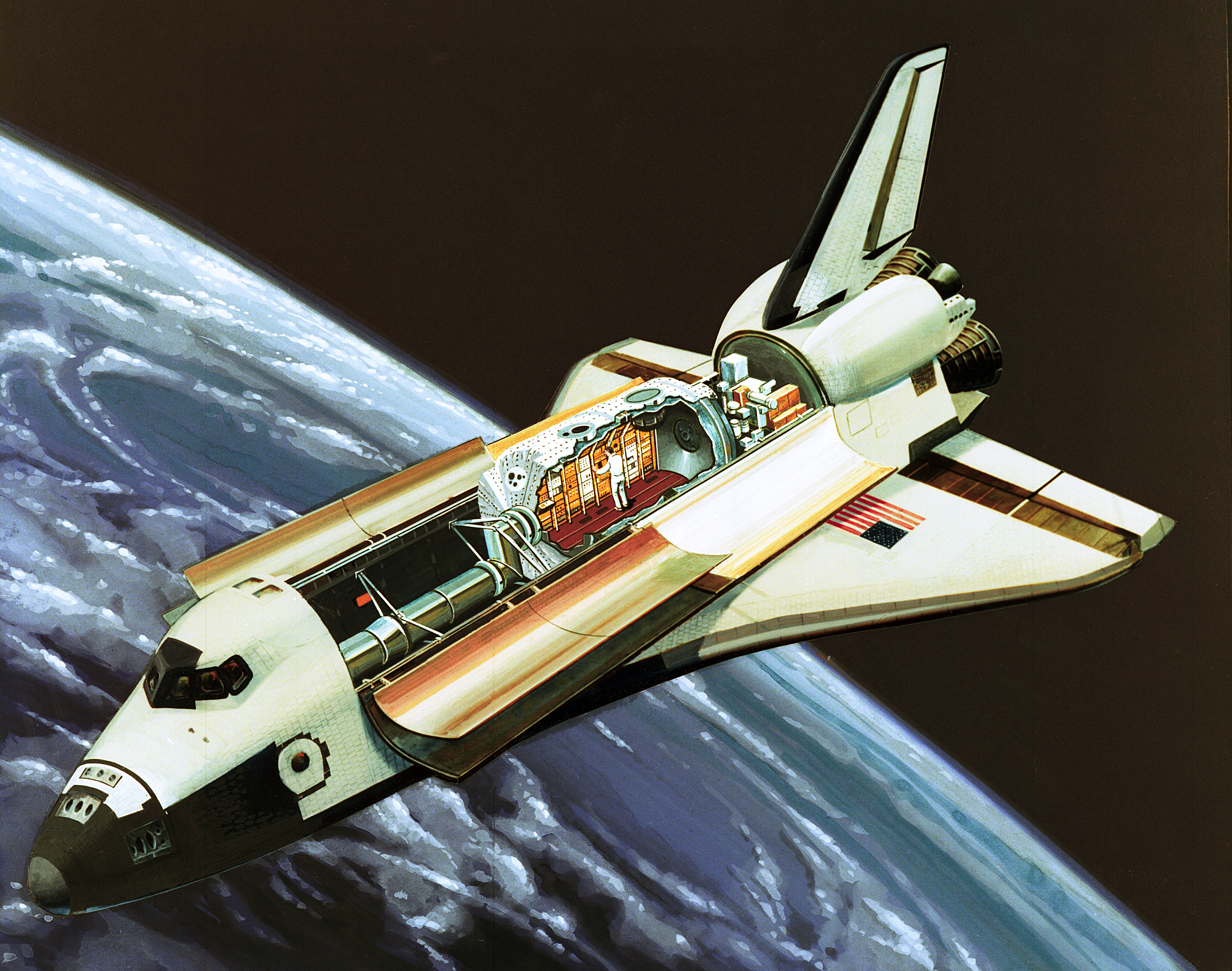
Ilustração em corte do Spacelab dentro do ônibus espacial.

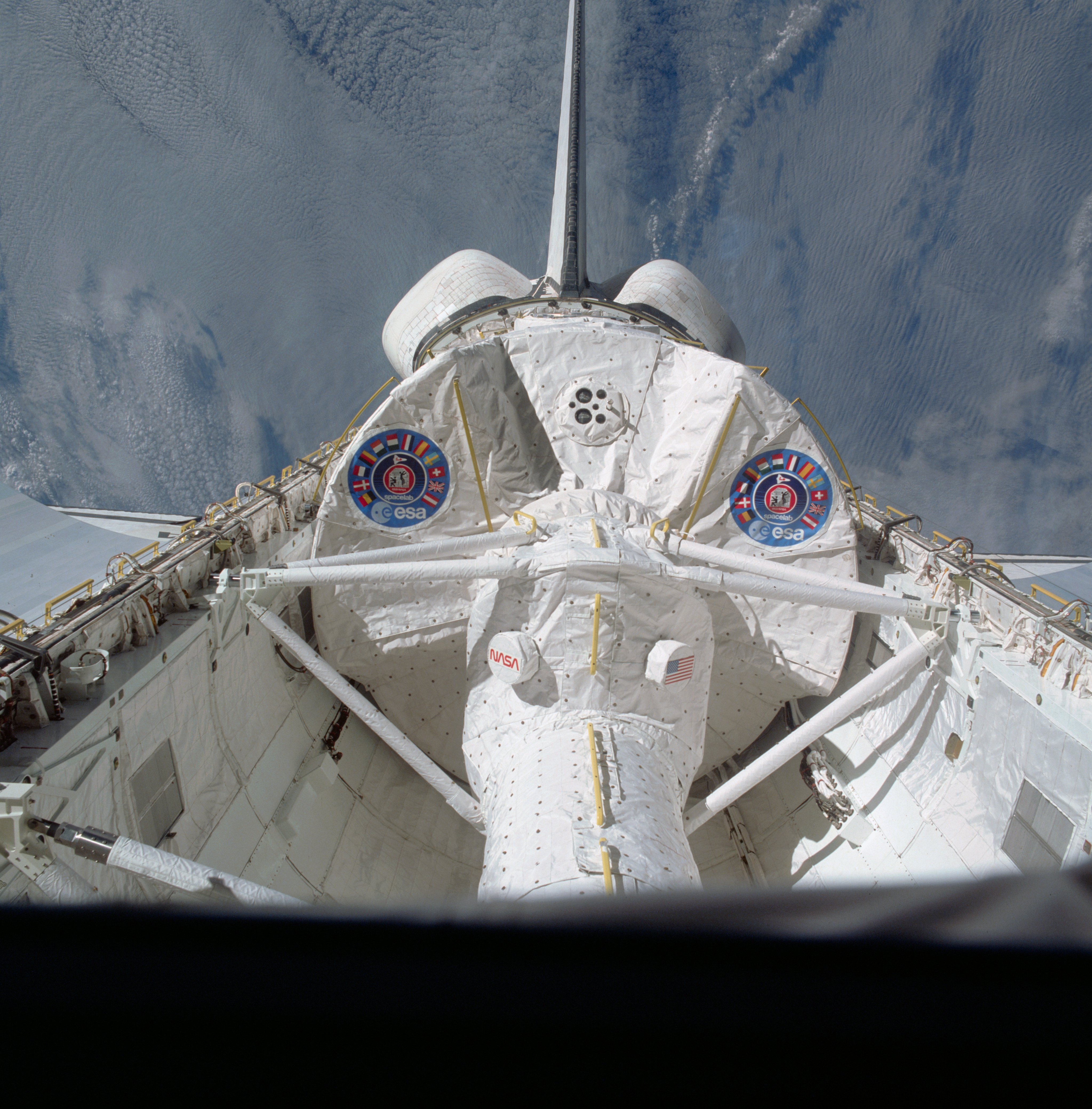
A nave Columbia em órbita com o Módulo LM1 do Spacelab no seu compartimento de carga.

O Spacelab foi um laboratório reutilizável levado ao espaço em vinte e cinco missões dos ônibus espaciais durante os anos 1980 e 1990, construído e destinado a pesquisas científicas em microgravidade na órbita terrestre.

## História
Em agosto de 1973, a NASA e a ESRO, antecessora da atual Agência Espacial Europeia (ESA) , assinaram um acordo para a fabricação de um laboratório científico a ser construído para uso dentro dos ônibus espaciais em órbita. Com sua construção iniciada em 1974, antes ainda do primeiro voo de um ônibus espacial e pouco após o encerramento das missões Apollo, ele incluía um módulo-laboratório, LM-1 – construído gratuitamente para a NASA pela ESRO em troca da oportunidade de voo ao espaço para astronautas europeus – e um segundo e menor módulo, LM-2, este construído e vendido aos norte-americanos. Além dos módulos, o Spacelab também consistia de cinco grandes palhetas externas para experiências no vácuo construídas pela British Aerospace e um tipo de iglu pressurizado contendo os subsistemas necessários para a configuração das palhetas científicas em voo.
Os componentes do Spacelab foram usados num total de vinte e cinco missões dos ônibus espaciais, a primeira delas em 1983 e a ultima em 1998, quando o laboratório foi desmontado e sua tecnologia começou a ser transferida para a Estação Espacial Internacional nos anos seguintes. Uma de suas palhetas científicas voltou a ser utilizada durante a missão STS-99 em 2002.

## Descrição

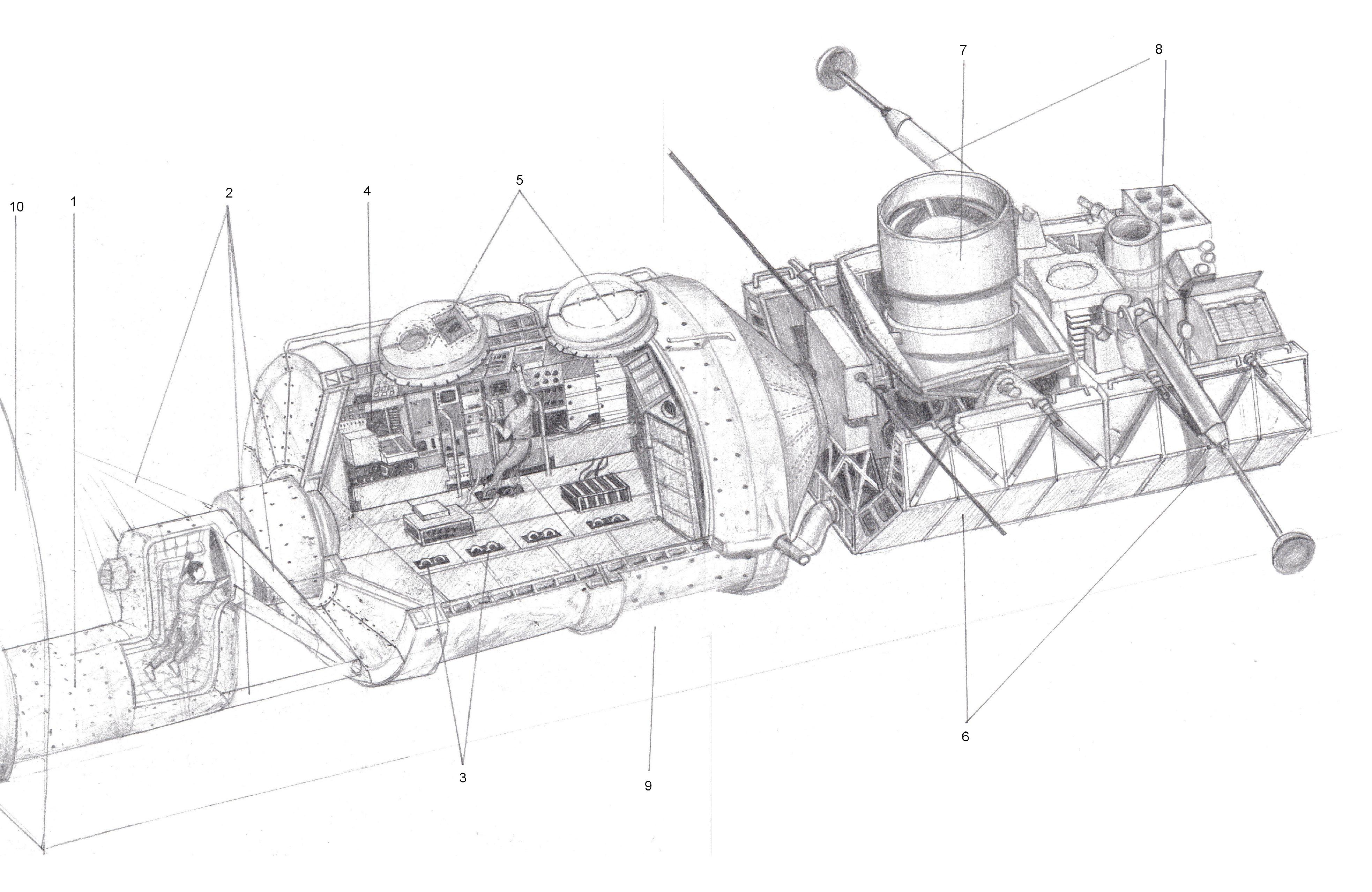
Desenho do Spacelab mostrando o túnel de ligação com a cabine, o compartimento pressurizado e as palhetas científicas.

O Spacelab consistia num laboratório de formas cilíndricas, instalado na traseira do compartimento de cargas do ônibus espacial, ligado ao compartimento habitável pela tripulação através de um túnel. Tinha um diâmetro externo de 4,12 m e cada uma das duas se(c)ções modulares um comprimento de 2,7m. Os dois segmentos conectados, LM1 e 2, formavam a estrutura principal do laboratório. 
As palhetas externas eram uma plataforma no formato de U, usada para a montagem de equipamentos de diversos tamanhos, que necessitavam ficar em exposição no vácuo para operarem e instrumentos necessitando amplo campo de visão, como pequenos telescópios. Ela tinha diversos pontos de encaixe onde equipamentos pesados podiam ser conectados e cinco delas podiam ser montadas ao mesmo tempo no espaço do compartimento de cargas do ônibus espacial.